# Улица Крита
Улица Кри́та (латыш. Krīta iela) — улица в Курземском районе города Риги, в историческом районе Кипсала. Пролегает в направлении с востока на запад, от улицы Звейниеку до набережной Зунда. С другими улицами не пересекается.
Общая длина улицы Крита составляет 194 метра. Фактически проложен только тупиковый 70-метровый участок, прилегающий к улице Звейниеку, который в 2016 году был асфальтирован. Далее проезжая часть отсутствует, но имеется грунтовая пешеходная дорожка, выходящая к Зунду. Расположенные вдоль улицы Крита дома и земельные участки имеют адреса по другим улицам; по состоянию на начало 2023 года нет ни одного объекта с адресом по улице Крита.

## История
Улица Крита — одна из молодых улиц Кипсалы, её название появилось на карте только в 2008 году. Название улицы (с латыш. — «Меловая улица») перекликается с соседней улицей Гипша (с латыш. — «Гипсовая»), названной по действовавшей здесь гипсовой фабрике.
Безымянная улица на месте нынешней улицы Крита показана на планах города первой половины XX века, впрочем, согласно этим планам, она пролегала на том участке, на котором она сегодня де-факто отсутствует, то есть вела от берега, не достигая улицы Звейниеку. При этом на планах второй четверти XX века улица Матрожу продлена в южном направлении до соединения с этой безымянной улицей.